# Георг фон Кихлер
Георг фон Кихлер (Ханау, 30. мај 1881 — Гармиш-Партенкирхен, 25. маја 1968) је био фелдмаршал Вермахта током Другог светског рата. Током већег дела рата био је командант Групе армија Север, и командовао је у операцијама напада на Пољску, битке за Француску и у бици за Денкерк. Након тога је пребачен на Источни фронт где је учествовао у Операцији Барбароса. Након завршетка рата суђено му је због злочина почињених над Совјетским партизанима. Осуђен је на 20 година затвора, али је 1953. пуштен на слободу због болести.

## Биографија

### Младост и Први светски рат
Кихлер је након завршетка кадетске школе приступио царској војсци 1900. године, где је служио у 25. пољском артиљеријском пук. Након стицања чина потпоручника, у периоду од 1910. године до 1913. године је провео на војној академији, након чега је пребачен у генералштаб у Берлину.
Током Првог светског рата је био стациониран на Западном фронту где је командовао артиљеријском батеријом. Учествовао је у биткама на Соми и у Вердену. Постао је штабни официр 206. пешадијске дивизије 1916. године.

### Период између два рата
Кихлер се 1919. године прикључио фрајкору и учествовао је на страни Пољске у Пољско-совјетском рату. Након повратка у Немачку прикључио се наставном особљу Јутерборшке артиљеријске школе. Након што је унапређен у чин пуковника 1932. године пребачен је на место заменика команданта прве пешадијске дивизије у Источној Пруској. На месту команданта прве резервне армије је наследио Валтера фон Браухича 1937. године. Следеће године је подржао Хитлера у смени Вернера фон Бломберга и Вернера фон Фрича. У марту 1939. године је помогао Хајнриху Химлеру у организаицји окупације литванске луке Мемел. За успех у тој акцији је награђен орденом Витешког крста са храстовим лишћем.

### Други светски рат
На почетку Другог светског рата поверена му је команда над Трећом армијом. Током напада на Пољску, Кихлер је командовао јединицама које су заузеле Данциг. Нешто касније је био један од команданта војски које су извршиле опсаду Варшаве. Иако је био спонзор Нацистичке партије, Кихлер се замерио СС-у, зато што је јавно осуђивао испаде приликом којих је убијано цивилно становништво.
Током 1940. Кихлер је све више подржавао националсоцијалистичку расну политику и 22. фебруара је одредио забрану критиковања било каквих етничких притиска или сукоба које је извршавала Нацистичка власт. У том тренутку се та команда односила на пољске мањине и Јевреје, као и на сва црквена питања. Кихлерово наређење је објаснило да коначно решење захтева да се изврши кроз низ јединствених и сурових мера.
Током офанзиве на западу, Кихлер се нашао под командом Федора фон Бока и командовао је 18. армијом. Та армија је учествовала у инвазији на Холандију. Током борби у Холандији, Кихлерове јединице су заузеле градове Хаг и Ротердам. Након победа у Холандији, његове јединице су продрле у Белгију и заузеле град Антверпен 18. маја 1940. године.
Кад је извршен напад на Француску, Кихлер је са својим јединицама покушао да спречи Британске експедиционе снаге да дођу до Ламанша у Денкерку, што није остварено. 18. армија је ову фазу рата завршила у Па де Калеу, где су држали Денкерк у опсади. Кихлерови успеси током кампање на западу су му донели унапређење у чин генерал-пуковника.
Након састанка са Хитлером у марту 1941. са циљем планирања операције Барбароса, Кихлер је саставио саопштење за своје дивизијске команданте, које је гласило: Ми смо расно и идеолошки одвојени од Руског СССР-а великим понором.  СССР је, ако се гледа само већи део његове територије, азијска држава. Адолф Хитлер не жели да пребаци одговорност за опстанак Немачке на друге генерације, него је одлучио да се обрачуна са СССР-ом до краја године. Ако Немачка жели да живи у миру током наредних генерација, сигурна од опасности са истока, циљ не може бити потискивање  СССР-а неколико стотина километара, већ циљ мора бити уништење  СССР-а, и да се тиме уништи руска држава у Европи. У том говору, Кихлер је политичке комесаре Црвене армије назвао криминалцима које треба побити.
Током операције Барбароса, Кихлер је командовао 18. армијом. У борбама је највише сарађивао са Ернстом Бушом и Ерихом Хепнером и заједно су напредовали према Лењинграду. У мају 1941. Вилхелм Кајтел је потписао Комесарско наређење по ком су команданти имали овлашћење да убију припаднике Комунистичке партије у случају да их заробе. Кихлер је са задовољством испуњавао ово наређење, и подржавао је убијање заробљених партизана.
Кихлер је наследио Вилхелма фон Леба у команди Групе армија Север. За разлику од Леба, Кихлер је био политички покоран, што се Хитлеру допадало, и он је веровао да ће Кихлер успети да оствари оно што Леб није могао. Кихлер је командовао Групом армија Север од од децембра 1941. до јануара 1944. али није успео да оствари победу и опсади Лењинграда. Успео је да одржи опсаду и да бомбардује Лењинград, али није успео да град натера на предају. Хитлер је 30. јуна 1942. Кихлера унапредио у чин фелдмаршала.
Почетком априла, Кихлер је за противника имао маршала Леонида Говорова, који је командовао Лењинградским фронтом. Кихлер је желео да заврши опсаду и крене у коначни напад. Операција је названа Поларна светлост. У тој операцији, постојеће немачке снаге су биле појачане снагама које су завршиле опсаду Севастопоља. Говоров и Мерецков нису били свесни гомилања војске на њиховом фронту, и организовали су Сињавинску офанзиву у августу 1942. Иако су Совјети на почетку ослободили нешто територије, заустављени су од стране снага које је Кихлер одредио за операцију Поларна светлост. Немци су извршили контраоофанзиву у септембру, и том приликом су одсекли део совјетских јединица и нанијели озбиљне губитке и 2. ударној и 8. армији. У овим борбама је учествовао нови тенк Тигар.
У јануару 1943. Руси су успели да пробију опсаду Лењинграда. Кихлер је смењен са места команданта Групе армија Север, када је наредио повлачење на положаје на реци Луга, иако је тиме спасао Групу армија од уништења. Након тога је пензионисан. До краја рата му је прилазио Карл Горделер који је покушао да га убеди да се укључи у заверу којом би се Хитлер скинуо са власти. Иако се слагао са циљевима те групе, Кихлер је одбио да учествује у покушају убиства Хитлера.
На крају Другог светског рата, Кихлера су ухапсиле америчке снаге и послале га на војни суд. Суђење је почело 1948. године и Кихлер је осуђен на 20 година затвора. Проглашен је кривим за лоше поступање према заробљеним Совјетским партизанима. Одслужио је само 8 година затвора, и због старости и болести је пуштен на слободу.